# Dominic McGuire
Pour les articles homonymes, voir McGuire.
Dominic McGuire, né le 20 octobre 1985 à San Diego, aux États-Unis, est un joueur américain de basket-ball. Il évolue au poste d'ailier fort.